# Bitwa pod Mardż as-Saffar
Bitwa pod Mardż as-Saffar (albo Bitwa pod Szakhabem) – starcie zbrojne, które miało miejsce w dniach 20–22 kwietnia 1303 roku w trakcie walk Mameluków z Ilchanidami.
Wiosną 1303 r. Ghazan zorganizował armię, która przekroczyła Eufrat pod wodzą generała Kutlugh Szaha. Po minięciu Damaszku Mongołowie natknęli się na armię mamelucką zgromadzoną pod Mardż as-Saffar. Linie Mameluków rozciągnięte były między skalistymi wzniesieniami a niewielkim strumieniem. Morale armii mameluckiej po klęsce pod Wadi al-Chazindar nie było jednak najlepsze. Armia mongolska dotarła na miejsce bitwy 20 kwietnia w południe, a jej lewe skrzydło nawiązało od razu kontakt bojowy z nieprzyjacielem. Mamelucy stopniowo byli spychani, wobec czego Kutlugh Szah nakazał atak prawego skrzydła, które rozproszyło mameluków na prawej flance. Centrum mameluków oraz ich twardo walczące lewe skrzydło, stawiły Mongołom twardy opór, po czym uderzyły na wroga. Wojska lewego skrzydła mameluckiego zatoczyły koło, uderzając na tyły lewego skrzydła Mongołów. Kutlugh Szah wraz ze swoimi siłami wycofał się na pobliskie wzgórze, które natychmiast otoczone zostało przez mameluków.
Rankiem następnego dnia pozbawieni wody Mongołowie, próbowali dostać się do strumienia. Tutaj jednak wpadli w pułapkę zastawioną przez siły mameluckie, które rozpoczęły masakrę Mongołów. Ci z nich, którzy uniknęli rzezi, przegrupowali się, próbując ucieczki przez okoliczne pola, lecz te zatopione zostały przez miejscowych chłopów, przerywających kanały irygacyjne. W trakcie ucieczki Mongołowie utracili około 5000 koni, które potonęły w błocie. Pozostali przy życiu pieszo podjęli wędrówkę do swojego kraju. Mamelucy wzięli odwet za klęskę pod Wadi al-Chazindar, Ghazan planował jeszcze zemstę i kolejną ekspedycję, zmarł jednak 11 maja 1304 r. Na kolejne lata zagrożenie mongolskie w Syrii i Egipcie zostało zażegnane.